# Une Marge interminable
Une Marge interminable est un épisode de la série télévisée d'animation Les Simpson. Il s'agit du onzième épisode de la trente-troisième saison et du 717e de la série.

## Synopsis
Marge et M. Burns se battent pour l'âme d'un jeune prodige du football.

## Réception
Lors de sa première diffusion, l'épisode a attiré 2,02 millions de téléspectateurs[réf. nécessaire].